# Municipio de Geranium
El municipio de Geranium (en inglés: Geranium Township) es un municipio ubicado en el condado de Valley en el estado estadounidense de Nebraska. En el año 2010 tenía una población de 77 habitantes y una densidad poblacional de 0,83 personas por km².

## Geografía
El municipio de Geranium se encuentra ubicado en las coordenadas 41°36′39″N 99°9′16″O / 41.61083, -99.15444. Según la Oficina del Censo de los Estados Unidos, el municipio tiene una superficie total de 92.49 km², de la cual 92,49 km² corresponden a tierra firme y (0 %) 0 km² es agua.

## Demografía
Según el censo de 2010, había 77 personas residiendo en el municipio de Geranium. La densidad de población era de 0,83 hab./km². De los 77 habitantes, el municipio de Geranium estaba compuesto por el 97,4 % blancos y el 2,6 % eran de una mezcla de razas. Del total de la población el 2,6 % eran hispanos o latinos de cualquier raza.